# Die Paveier
Die Paveier is een Duitse dialectband uit Keulen.

## Bezetting

### Oprichters
- Hans-Ludwig 'Bubi' Brühl (gitaar)
- Micky Brühl (frontman, zang, tot 2012)
- Klaus Lückerath (gitaar, zang)
- Bodo Schulz (basgitaar, tot 2014)
- Detlef Vorholt (keyboard)

### Huidige bezetting
- Hans-Ludwig 'Bubi' Brühl (zang, gitaar)
- Sven Welter (zang, gitaar, sinds 2010)
- Klaus Lückerath (zang, gitaar)
- Markus Steinseifer (basgitaar, sinds 2014)
- Detlef Vorholt (keyboard, accordeon, zang)
- Johannes Gokus (drums, sinds 2003)

## Oprichting
De formatie ontstond in 1983 uit de betrekkelijk succesloze countryband Colonia Rangers en concentreerde zich in de daaropvolgende periode met een nieuwe naam op pure Keulse muziek. Hun voornaamste tekstdichter en componist was Hans Knipp, die hun met de eerste beide nummers Am Ruusemondach en Ich nemm d'r Dom aan een productie bij Emi Electrola hielp. Spoedig daarna werden ze door de Gerig Musikverlagen onder het label Papagayo geproduceerd. Daarna richtte de band haar eigen label (Pavement Records) op, waarbij ook andere Keulse bands als Die Rauber, Brings en de Bläck Fööss spelen.

## Discografie
- 1984: Mer han de Musik bestellt
- 1985: Beim Toni an d'r Iesbud
- 1987: Üvverall
- 1988: 20 Erfolge
- 1989: Alles Okay
- 1991: Lieber Schweigen
- 1993: X Johr
- 1993: Beinah
- 1995: Zwesche Himmel un Ääd
- 1996: Joot jelaunt
- 1997: 15 Johr - Live
- 1997: 15 Johr - Studio
- 2001: Let's go Kölle
- 2002: Sulang
- 2006: Zom Aanpacke
- 2007: Schön ist das Leben
- 2009: Dat Beste us 25 Johr
- 2010: Die 13.
- 2011: Köln hat was zu bieten
- 2012: Heimat es
- 2015: Leev Marie